# Cercle Paul Bert Rennes Handball
Maillots
Actualités
Le Cercle Paul Bert Rennes Handball (CPB Rennes HB) est un club français de handball situé à Rennes. Son équipe masculine, entraînée par Lucas VAX, évolue en nationale 1 pour la saison 2024-2025. Son équipe féminine, entraînée par Jérémy Laurent, évolue en national 1 pour la saison 2024-2025

## Palmarès
| Compétitions nationales |
| - Championnat de France de handball masculin de Nationale 2 : - 2011 : 3e (Champion - Poule 1) - Championnat de France de handball masculin de Nationale 3 : - 2010 : Vice-Champion (Champion - Poule 2) - Championnat de France de handball jeune -18 ans : - 2004 : Vice-Champion - 2008 : Troisième - 2013 : Champion - 2014 : Vice-Champion - Coupe de France Régionale Féminine : - 2019 : Vainqueur |

## Bilan par saison
| Saison     | Niveau | Division     | Classement          | Phase finale              | Coupe de France                      |
| ---------- | ------ | ------------ | ------------------- | ------------------------- | ------------------------------------ |
| 2000-2001  | 6      | Prénationale | 1er                 | -                         | ?                                    |
| 2001/-2002 | 5      | Nationale 3  | 3e                  | -                         | ?                                    |
| 2002-2003  | 5      | Nationale 3  | 1er                 | -                         | ?                                    |
| 2003-2004  | 4      | Nationale 2  | ?                   | -                         | Pas de compétition                   |
| 2004-2005  | 5      | Nationale 3  | 2e                  | -                         | ?                                    |
| 2005-2006  | 4      | Nationale 2  | 10e                 | -                         | ?                                    |
| 2006-2007  | 4      | Nationale 2  | 12e/14 - Poule 1    | -                         | ?                                    |
| 2007-2008  | 5      | Nationale 3  | 9e/14 - Poule 3     | -                         | ?                                    |
| 2008-2009  | 5      | Nationale 3  | 4e/14 - Poule 2     | -                         | ?                                    |
| 2009-2010  | 5      | Nationale 3  | 1er/14 - Poule 2    | Finaliste                 | ?                                    |
| 2010-2011  | 4      | Nationale 2  | 1er                 | Troisième                 | ?                                    |
| 2011-2012  | 3      | Nationale 1  | 12e/14 - Poule 1    | -                         | ?                                    |
| 2012-2013  | 4      | Nationale 2  | 3e/14 - poule 2     | -                         | 4e tour (1/64)                       |
| 2013-2014  | 3      | Nationale 1  | 9e/12 - poule 2     | -                         | 3e tour (1/128)                      |
| 2014-2015  | 3      | Nationale 1  | 3e/12 - poule 2     | -                         | ?                                    |
| 2015-2016  | 3      | Nationale 1  | 6e/12 - poule 2     | -                         | 16e de finale                        |
| 2016-2017  | 3      | Nationale 1  | 4e/8 - poule 2      | 2e/12 - poule 1 play-down | 4e tour (1/64)                       |
| 2017-2018  | 3      | Nationale 1  | 4e/8 - poule 2      | 1er/12 poule 1 play-down  | 4e tour (1/64)                       |
| 2018-2019  | 3      | Nationale 1  | 3e/8 - poule 2      | 2e/12 poule 1 play-down   | 8e de finale                         |
| 2019-2020  | 3      | Nationale 1  | 9e/12 - poule élite | -                         | 4e tour (1/64)                       |
| 2020-2021  | 3      | Nationale 1  | Saison annulée      | -                         | Non qualifié                         |
| 2021-2022  | 3      | Nationale 1  | 2e/12 - poule 2,    | -                         | Non qualifié                         |
| 2022-2023  | 3      | Nationale 1  | 10e/14 - poule 2    | -                         | Non qualifié                         |
| 2023-2024  | 3      | Nationale 1  | 5e/13 - poule 2     | -                         | Pro: Non qualifié Fédérale: 1er tour |

## Sandballez-à-Rennes
Le Cercle Paul Bert Handball organise chaque année depuis 2004, Sandballez-à-Rennes.